# Кубок Норвегії з футболу 2010
Кубок Норвегії з футболу 2010 — 105-й розіграш кубкового футбольного турніру в Норвегії. Титул вп'яте здобув клуб Стремсгодсет.

## Календар
| Раунд                        | Дата              | Матчі | Клуби     |
| ---------------------------- | ----------------- | ----- | --------- |
| Перший кваліфікаційний раунд | 11 квітня 2010    | 98    | 275 → 177 |
| Другий кваліфікаційний раунд | 21 квітня 2010    | 49    | 177 → 128 |
| Перший раунд                 | 12-13 травня 2010 | 64    | 128 → 64  |
| 1/32 фіналу                  | 19-20 травня 2010 | 32    | 64 → 32   |
| 1/16 фіналу                  | 9-30 травня 2010  | 16    | 32 → 16   |
| 1/8 фіналу                   | 7 липня 2010      | 8     | 16 → 8    |
| 1/4 фіналу                   | 14-15 серпня 2010 | 4     | 8 → 4     |
| 1/2 фіналу                   | 22 вересня 2010   | 2     | 4 → 2     |
| Фінал                        | 14 листопада 2010 | 1     | 2 → 1     |

## 1/16 фіналу
| Команда 1        | Рахунок      | Команда 2       |
| ---------------- | ------------ | --------------- |
| 9 червня 2010    |              |                 |
| Фолло (2)        | 4:2          | Ліллестрем      |
| Стабек           | 3:3 пен. 3:4 | Тенсберг (3)    |
| Люн (7)          | 2:4          | Стремсгодсет    |
| Стреммен (2)     | 2:5          | Фредрікстад (2) |
| Конгсвінгер      | 2:1 дч       | Нюбергсунд (2)  |
| Саннефіорд       | 4:2          | Мосс (2)        |
| Одд Гренланн     | 6:2          | Мйондален (2)   |
| Лев-Гам (2)      | 2:1          | Олесунн         |
| Молде            | 1:3          | Согндал (2)     |
| Гаугесун         | 6:1          | Брюне (2)       |
| Тромсдален (2)   | 0:2 дч       | Тромсе          |
| Буде-Глімт (2)   | 1:2 дч       | Рангейм (2)     |
| 10 червня 2010   |              |                 |
| Фюллінген (4)    | 1:4          | Вікінг          |
| Старт            | 2:0          | Саннес Ульф (2) |
| 30 червня 2010   |              |                 |
| Сарпсборг 08 (2) | 2:2 пен. 3:5 | Генефосс        |
| Русенборг        | 3:1          | Альта (2)       |

## 1/8 фіналу
| Команда 1       | Рахунок | Команда 2    |
| --------------- | ------- | ------------ |
| 7 липня 2010    |         |              |
| Тенсберг (3)    | 0:2     | Фолло (2)    |
| Стремсгодсет    | 3:0     | Гаугесун     |
| Согндал (2)     | 3:1     | Лев-Гам (2)  |
| Фредрікстад (2) | 0:1     | Старт        |
| Тромсе          | 0:2     | Рангейм (2)  |
| Вікінг          | 2:0     | Конгсвінгер  |
| Генефосс        | 1:5     | Одд Гренланн |
| Саннефіорд      | 1:4     | Русенборг    |

## 1/4 фіналу
| Команда 1      | Рахунок | Команда 2    |
| -------------- | ------- | ------------ |
| 14 серпня 2010 |         |              |
| Рангейм (2)    | 1:2     | Стремсгодсет |
| Русенборг      | 4:3     | Старт        |
| 15 серпня 2010 |         |              |
| Фолло (2)      | 3:1     | Согндал (2)  |
| Одд Гренланн   | 2:1     | Вікінг       |

## 1/2 фіналу
| Команда 1       | Рахунок | Команда 2    |
| --------------- | ------- | ------------ |
| 22 вересня 2010 |         |              |
| Фолло (2)       | 3:2 дч  | Русенборг    |
| Стремсгодсет    | 2:0 дч  | Одд Гренланн |

## Фінал
| 14 листопада 2010 14:15 (EEST) |

| Фолло (2) | 0:2      | Стремсгодсет              |
| --------- | -------- | ------------------------- |
|           | Протокол | Камара 31' Г.Андерсен 43' |

| Уллевол, Осло Глядачів: 24 532 Арбітр: Том-Гаральд Гаген |